# Ешелоните на смъртта
„Ешелоните на смъртта“ е български игрален филм (военен, драма) от 1986 година на режисьора Борислав Пунчев, по сценарий на Хаим Оливер. Оператори са Иван Геков и Борислав Пунчев. Музиката във филма е композирана от Кирил Дончев.

## Актьорски състав
- Филип Трифонов – Янко
- Борис Луканов – Богдан Филов
- Наум Шопов – Йосиф Леви
- Уве Цербе – Цар Борис III
- Коста Цонев – Димитър Пешев
- Иван Янчев – Елин Пелин
- Жана Караиванова – Бети Данон
- Стойчо Мазгалов – Равинът
- Боряна Пунчева – Лиза
- Веселин Ранков – Жак
- Атанас Атанасов – Леон Папо, Дамян
- Стефан Данаилов – Митрополит Кирил
- Александър Викарски – Адолф Бекерле
- Райнер Еценберг – Данекер
- Венцислав Кисьов – Белев
- Невена Коканова
- Марин Янев
- Йордан Гаджев
- Георги Калоянчев
- Сотир Майноловски
- Анриета Далова
- Станислав Пищалов
- Златина Тодева
- Методи Танев
- Катя Тодорова
- Живко Гарванов
- Мария Карел
- Стефан Илиев
- Вели Чаушев
- Георги Новаков - инженер
- Румяна Бочева
- Боян Ковачев
- Фани Аронова
- Катя Чукова
- Иван Касабов
- Александър Далов
- Николай Георгиев
- Найчо Петров
- Енчо Енчев
- Ева Волицер
- Йордан Спиров
- Огнян Узунов
- Петър Батаклиев
- Кольо Дончев
- Александър Благоев
- Преслав Петров
- Веселин Цанев
- Красен Бурханларски
- Вера Дикова
- Живка Пенева
- Кина Мутафова
- Елисавета Шопова
- Атанас Божинов
- Стела Арнаудова
- Гаврил Паламудов
- Иван Гайдарджиев
- Анета Генова
- Димитър Танев
- Момчил Карамитев
- Димитър Милушев
- Ивайло Джамбазов
- Светослав Карабойков
- Васил Кирков
- Иван Несторов
- Георги Георгиев
- Христо Руков
- Христо Къновски
- Иван Йорданов
- Стефан Бобадов
- Асен Георгиев
- Иван Джамбазов – бащата на Петрунка
- Соломон Аладжем
- Мадлен Чолакова
- Георги Фратев
- Любен Петров
- Цветана Гайдарджиева
- Христина Костадинова
- Анани Анев
- Бистра Тупарова
- Антония Драгова
- Ана Георгиева
- Мария Саева
- Стоян Миндов
- Мария Дишлиева
- Кирил Върбанов
- Владимир Давчев
- Веселина Манафова
- Люба Петрова
- Любомир Димов
- Мариета Калъпова
- Мариус Фридманов
- Мая Динева
- Никола Николов
- Асен Тошев
- Ана Гунчева
- Ангел Алексиев
- Елена Пенчева
- Елефтери Елефтеров
- Евдокия Фратева
- Атанас Воденичаров
- Евгения Тупарова
- Катя Павлова
- Кирил Ковачев
- Виолета Вапцарова
- Вера Ковачева
- Васил Спасов
- Георги Стефанов
- Кирил Кирков
- Димитър Коканов
- Джанина Байкушева
- Николай Начков
- Николай Клисуров
- Олга Попова
- Пенка Цицелкова
- Кети Славова
- Рихард Езра
- Радко Дишлиев
- Симеон Викторов
- Свилен Тонев
- Стефан Германов
- Тодор Титиринов
- Христо Вълчанов
- Светослав Ставрев
- Цветан Ватев
- Добри Добрев
- Детелин Кандев